# Daniel Wallace (pływak)
Daniel "Dan" John Wallace (ur. 14 kwietnia 1993 w Edynburgu) – szkocki pływak specjalizujący się w stylu zmiennym i dowolnym, wicemistrz olimpijski i mistrz świata w sztafecie 4 × 200 m stylem dowolnym, medalista Igrzysk Wspólnoty Narodów.

## Kariera pływacka
W 2013 roku na mistrzostwach świata w Barcelonie na dystansie 400 m stylem zmiennym zajął siódme miejsce, uzyskawszy w finale czas 4:13,72 min.
Rok później, reprezentował Szkocję na Igrzyskach Wspólnoty Narodów w Glasgow, gdzie zdobył trzy medale. W eliminacjach 400 m stylem zmiennym z czasem 4:11,06 ustanowił nowy rekord igrzysk. W finale tej konkurencji wywalczył złoto. Na 200 m stylem zmiennym z czasem 1:58,72 uplasował się na drugim miejscu. Wallace wywalczył drugi srebrny medal, płynąc w sztafecie 4 × 200 m stylem dowolnym.
W 2015 roku podczas mistrzostw świata w Kazaniu został mistrzem świata w sztafecie kraulowej 4 × 200 m. Brytyjczycy płynąc w finale tej konkurencji poprawili rekord swojego kraju, uzyskując czas 7:04,33 min. Na dystansie 200 m stylem zmiennym zajął czwarte miejsce z czasem 1:57,59, a na 400 m tym samym stylem był szósty (4:13,77).
Na igrzyskach olimpijskich, odbywających się w 2016 roku w Rio de Janeiro, w wyścigu finałowym sztafet 4 × 200 m stylem dowolnym wraz z Stephenem Milne’em, Duncanem Scottem i Jamesem Guyem wywalczył srebrny medal. W konkurencji 200 m stylem zmiennym z czasem 1:58,54 min zajął ósme miejsce.